# Hemmets veckotidning
Hemmets Veckotidning är en svensk veckotidning som ges ut av Aller media.
Tidningen har en räckvidd på cirka 208 000 läsare enligt Orvesto och grundades 1929. Tidningen bjuder läsaren på tips om inredning, handarbete och mat samt olika reportage. Chefredaktör är Åsa Liliegren.
Utöver att publicera reportage och artiklar om olika ämnen, anordnar Hemmets Veckotidning även tävlingar och evenemang. En av de mest kända tävlingarna som tidningen arrangerar är SM i korsord, som har anordnats sedan 1987.

## Historia
Vitus Pettersson hette mannen som grundade Hemmets Veckotidning. Han byggde upp en förmögenhet på förlagsverksamhet, men vid sidan om sitt yrkesliv var han och hans fru Paula Pettersson även förgrundsfigurer i 30-talets naturiströrelse. De var kända för storslagna fester i sin vackra sekelskiftesvilla, Vitusborg, i Bjärred. 1929 gav han ut första numret av Hemmets Veckotidning. Den kostade 15 öre.
Tidningen har också en intressant historia i samband med publiceringen av Kalle Anka, den kända tecknade serien. Hemmets Veckotidning var inte först att publicera serien i Sverige, men var däremot först att ge Kalle Anka sitt nuvarande namn .

## Digital utgåva
Hemsidan hemmets.se ingick 2019 i den storsatsande sajten allas.se som sedan dess vunnit flera prestigefyllda priser. På allas.se publiceras även artiklar från bland annat Året Runt, Allas Veckotidning, Allers och Allers Trädgård.

## Chefredaktörer och redaktörer
Ett urval av Hemmets Veckotidnings redaktörer och chefredaktörer från starten.
- Paula Pettersson (1929-1932)
- Ally Önnertz (1932-1979)
- Gunilla Pålbro (1979-1985)
- Ulla Cocke (1985-1997)
- Ulla Lagerblad (1997-1999)
- Pia Ljungqvist (2011-2019)[11]
- Susanne Lindén (2019-2022)[12]
- Åsa Liliegren (2022-